# Filipo (sátrapa)

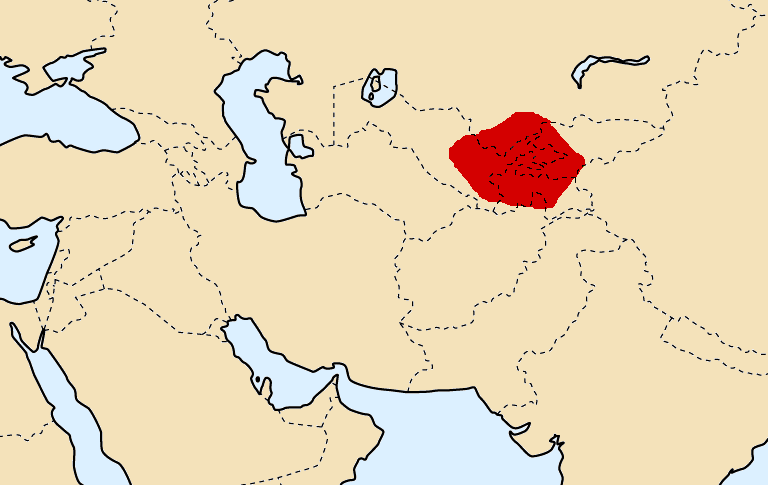
La satrapía de Sogdiana.

Filipo (griego: Φιλιππoς; muerto en 318 a. C.) fue sátrapa de Sogdiana, gobierno en el que fue nombrado por el mismo Alejandro Magno en 327 a. C.  Al igual que la mayoría de los sátrapas de las provincias más remotas, conservó su cargo en los acuerdos que siguieron a la muerte del rey (323 a. C.), pero en el posterior pacto de Triparadiso, en 321 a. C., se le asignó el gobierno de Partia. Allí permaneció hasta 318 a. C., cuando Pitón, que entonces trataba de establecer su poder sobre todas las provincias de Oriente, haciéndose señor de Partia, dio muerte a Filipo.